# Henri Van Oostayen
Henricus Leonardus Hubertus (Henri) Van Oostayen (Kessenich, 15 februari 1906 – Bergen-Belsen, 19 april 1945) was een Belgische jezuïet, aalmoezenier van het Belgische Rode Kruis tijdens de Tweede Wereldoorlog. Omwille van zijn verzetsactiviteiten werd hij in juni 1944 opgepakt door de bezetter. Hij stierf in Bergen-Belsen op 19 april 1945, enkele dagen na de bevrijding van dit kamp. In 1975 kreeg hij de titel Rechtvaardige onder de Volkeren van de Israëlische staatsinstelling Yad Vashem, omwille van zijn hulp bij het onderduiken van vele Joden in Brussel, tijdens de Tweede Wereldoorlog.

## Levensloop tot in 1940

### Geboorte en jeugd
Henri werd geboren als oudste zoon van Jean Van Oostayen en Barbara Vogels te Kessenich in 1906. In 1909 verhuisde het gezin naar Kortessem, waar de vader een dakpannenfabriek uitbaatte. 
Henri liep lagere school in Kortessem. Vanaf 1918 volgde hij middelbaar onderwijs in het Onze-Lieve-Vrouwcollege van Tongeren.

### Priester en missionaris
Op 23 september 1924 begon Henri zijn noviciaat bij de orde van de Sociëteit van Jezus (Jezuïeten) te Aarlen. Hij studeerde Wijsbegeerte te Leuven van 1927 tot 1930. Dan vertrok hij naar Shenbaganur in India. Na het voltooien van zijn studies Filosofie ging hij Theologie studeren in Kurseong. Hier werd hij priester gewijd op 21 november 1937. 
Hij was ook al missionaris in Calcutta en Randi.
Het klimaat werkte op zijn gezondheid in. Begin 1940 moest hij omwille van een heelkundige ingreep naar België terugkeren.

## Activiteiten tijdens de oorlog
Het uitbreken van de oorlog belette zijn terugkeer naar India. Na de inval van de Duitsers trok hij naar het niet bezette deel van Frankrijk. Hij hielp mee de hulpverlening van het Rode Kruis voor de Belgische vluchtelingen uit te bouwen in Montpellier.
Teruggekeerd in Brussel werd Pater Van Oostayen leraar aan het Sint-Jan Berchmanscollege. Als aalmoezenier van het Rode Kruis was hij verantwoordelijk voor de jeugdafdeling.
In die functie kwam hij ook in contact met het Verzet. Hij begon schuilplaatsen te zoeken voor Joodse onderduikers. Zo hielp hij onder ander Joodse jongens te verbergen in het Sint-Jan Berchmanscollege.
Onder de schuilnaam “Parrain” maakte hij ook deel uit van de Komeet Lijn, die hielp geallieerde vliegeniers terug te smokkelen naar Engeland.
Hij was eveneens betrokken bij het doorseinen van informatie naar het Verenigd Koninkrijk.

## Arrestatie en gevangenschap
Op 25 juli 1944 werd E.P. Henri Van Oostayen gearresteerd door de Gestapo. Hij werd ondervraagd en gefolterd. Daarna werd hij overgebracht naar het concentratiekamp van Oranienburg. Hoewel zijn gezondheid daar al sterk achteruit ging, bleef hij zijn medegevangenen opbeuren. Prof. F. Peeters van de Rijksuniversiteit Gent vermeldt in zijn boek “40 maanden Oranienburg” dat Pater Van Oostayen er zelfs in slaagde om clandestien de Heilige Mis te lezen o.a. voor hemzelf en voor de Nederlandse ex-minister Timotheus Josephus Verschuur.
In februari 1945 werd Pater Van Oostayen echter op transport gesteld naar het concentratiekamp van Bergen-Belsen. Dit kamp werd bevrijd op 15 april 1945. Henri Van Oostayen was een van de 13.000 mensen die na de bevrijding nog stierven ten gevolge van ondervoeding en uitdroging. Hij overleed, totaal uitgeput, 4 dagen later op 19 april.

## Onderscheidingen na de oorlog
Postuum werden na de oorlog verschillende onderscheidingen toegekend aan Pater Van Oostayen. De belangrijkste hiervan is de titel van Rechtvaardige onder de Volkeren, die hem in 1975 toegekend werd door de Israëlische staatsinstelling Yad Vashem.